# 東北まんぷくラジオ
東北まんぷくラジオ（とうほくまんぷくラジオ）は、エフエム仙台（Date fm）の制作で東北のJFN系列のFM局にネットされていたラジオ番組。2015年4月3日放送開始、2018年3月30日放送終了。放送時間は毎週金曜 12:00 - 12:50。この項では、姉妹番組『宮城ごちそうラジオ』（みやぎこちそうラジオ）についても記述する。
2017年1月20日放送分より、au  SENDAI 2階イベントスペースにおける公開放送を行っていた。

## ネット局
- エフエム仙台（制作局）
- エフエム青森
- エフエム秋田
- エフエム岩手
- エフエム山形
- ふくしまFM

ネット局のうち、放送終了時点でエフエム仙台・エフエム青森・エフエム岩手・ふくしまFMがradikoに参加しており、radiko.jpプレミアム（エリアフリー聴取）にも参加していたが、エフエム仙台・エフエム青森・エフエム岩手は当番組をプレミアムで配信していたのに対し、ふくしまFMは配信せず、配信を行っていない旨を伝えるアナウンスが流れていた。

## パーソナリティ
- 奥口文結（エフエム仙台アナウンサー）

以下の各ネット局アナウンサー・パーソナリティが不定期で出演し、番組サイトでも写真付きで紹介されていた。
- 里村好美（エフエム青森）
- 真坂はづき（エフエム秋田）
- 阿部沙織（エフエム岩手）
- 三吉梨香（ふくしまFM）

エフエム山形からは大屋香里が参加していたが、2017年3月で退社したため、サイトからも紹介が削除された。それ以後は山形のみパーソナリティ紹介がされていない。ただし最終回にはエフエム山形から福田雅が参加している 。

## 番組内容
東北6県の「食」にテーマを絞った番組。番組のラストは「また来週」などではなく「ごちそうさまでした」と奥口がコールする。

### 番組内コーナー
2016年2月現在。番組では各コーナーを「メニュー」と呼んでいる。コーナー前後やエンディングではリスナーからのメッセージを紹介する。各コーナーは放送順に記述している。また休止の場合あり。
Today's Special
東北各地の食の話題を、各ネット局と電話をつないで紹介する。宮城県の話題や地域性が特に絡まない話題の際は、奥口が単独で進行する。
まんぷく食堂
ゲスト（アーティストの場合が多い）を迎えるトークコーナー。番組側で用意したトークテーマ（番組内ではトークメニューと称する）からゲストに話したいテーマを選んでもらう。ゲスト側からのプロモーションも行われる。ゲストがいない場合は、メッセージ紹介や特別企画の時間に充てる。

## 宮城ごちそうラジオ
2016年4月1日に放送開始した姉妹番組。放送時間は毎週金曜 11:30 - 11:50で、エフエム仙台のみ放送。宮城県内の食の情報を扱う。